# 朴龍喆
朴 龍喆（ぼく りゅうてつ、パク・ヨンチョル、1904年6月21日 - 1938年5月12日）は朝鮮の詩人。本貫は忠州。号は龍児。病魔に冒されながらも文芸雑誌の刊行に尽力し、朝鮮の詩文壇に大きな足跡を残した。金永郎と共に全羅南道の二大抒情詩人と称され、人々に親しまれている。

## 略歴
1904年6月21日、全羅南道光山郡松汀邑素村里36番地（現・光州広域市光山区）に生まれる。父は朴夏駿、母は高光高氏。朴祥の15代目に当たる。三男坊として生まれたが兄等が早くに死んだので長男となった。1916年、光州公立普通学校を卒業し、徽文義塾に入学したが、すぐに培材学堂に転学した。朴が15歳のとき、母が腸チフスにかかり病床に就く。そのため、家事を担う者がいなくなり、朴はいやいや14歳になる蔚山金氏の娘、金孝実を貰った。しかし、この娘は新教育を受けてはおらず、朴がいろいろと苦心して教育を受けさせようとしたが、妻の学力は朴の期待に及ばず、この妻との仲はよくなかった。
1922年、培材高等普通学校の卒業を数日に控えて退学した朴は、渡日し、東京の青山学院中学部の4年次に編入学する。そこで、同じく青山学院に通っていた、金允植と出会う。金とはその後、長く友情を交わし、詩文学派として他の詩人達を引っ張って行った。
1923年、関東大震災が起こる。朴はこのとき、帰省していて被災しなかったが、留学は中断せざるを得なかった。その後、延禧専門学校（現在の延世大学校）に数ヶ月だけ通うが、退学する。妻との仲もよくないまま、家を空けることが多く、米相場に手を出して3,000円をすってしまうこともあった。そのため、両家が示談し、金氏と離婚することになった。
1929年頃、詩の雑誌を発刊するためしばしばソウルを往来し、1930年に妹の鳳子が梨花女子専門学校（現在の梨花女子大学校）に入学すると、西大門区玉川洞に間借りして自炊生活を始めた。同じ年3月、文芸雑誌『詩文学』を創刊する。同人は詩文学派と呼ばれる鄭寅普、卞栄魯、金允植、鄭芝溶、異河潤であった。『詩文学』は3号で廃刊となってしまうが、続いて1931年11月、文芸雑誌『文芸月刊』を創刊する。異河潤と共に編集を務め、金允植、鄭芝鎔、異河潤等のほかにも筆者を多く募って、より大衆的な雑誌にした。しかしながら、この雑誌も1932年3月の4号で中断してしまう。さらに1934年1月に文芸雑誌『文学』を創刊するが、これも3号で終刊となった。この頃、朴は健康をひどく害して故郷に戻って養生することになった。
雑誌発行事業の間、1932年、妹・鳳子の学友であった林貞姫と再婚する。今回は恋愛の末の結婚であったので、二人は幸せであったはずだが、雑誌発刊に尽力するあまり、体を壊し、故郷で養生していたが、結局健康状態はよくならなかった。朴は劇芸術研究会の一員でもあって、養生中にイプセンの「人形の家」を翻訳している。この翻訳が完成すると、その原稿を持って再び上京した。1937年には少し健康を取り戻したのか、渡日している。しかし、1938年には、再び身体が弱り、意思表示も困難になった。大学病院から聖母病院、セブランス病院へと転々としたが、衰弱が激しく、1938年5月12日午後5時、自宅にて夭折した。34歳であった。
遺骸は故郷全羅南道の生家の近くに葬られた。1940年、未亡人林貞姫によって『朴龍喆全集』（全2巻）が刊行される。1970年、詩人孫光殷の詩画展を契機として光州公園の詩人の丘に、二基の詩碑が立てられた。一基は朴龍喆、もう一基は金永郎。2人は全羅南道の二大叙情詩人として、現在も人々に親しまれている。

## 年譜
- 1904年6月21日、全羅南道光山郡松汀邑素村里に生まれる。
- 1916年、光州公立普通学校を卒業。
- 1919年、蔚山金氏と結婚する。
- 1920年、卒業間際で培材高等普通学校を退学。
- 1922年、渡日、東京の青山学院中学部に4年次編入する。
- 1923年、関東大震災で学業を中断。
- 1929年、妻と離婚する。
- 1930年3月、『詩文学』を創刊。
- 1931年11月、『文芸月刊』を創刊。
- 1932年、羅州林氏の林貞姫と再婚する。
- 1934年1月、『文学』を創刊。
- 1938年5月12日、ソウルの鐘路区社稷洞261番地の自宅で夭折。